# Gauge di Lorenz
Nell'ambito della teoria di gauge, il gauge di Lorenz è la scelta dei potenziali del campo elettromagnetico tali da soddisfare la condizione (detta condizione di Lorenz):
{\displaystyle \nabla \cdot {\mathbf {A} }+{\frac {1}{c^{2}}}{\frac {\partial \varphi }{\partial t}}=0}
dove {\displaystyle \mathbf {A} } è il potenziale magnetico e {\displaystyle \varphi } il potenziale elettrico.
Tale condizione ha la proprietà di essere Lorentz invariante e di rispettare i gradi di libertà forniti dalle trasformazioni di gauge: se i potenziali soddisfano la condizione di Lorenz si dice che essi appartengono al gauge di Lorenz.
La condizione di Lorenz è una proprietà imposta al potenziale elettromagnetico utilizzata nel calcolo di campi elettromagnetici variabili nel tempo attraverso i potenziali ritardati.
Tale scelta appare particolarmente conveniente in elettrodinamica nella soluzione delle equazioni di Maxwell, ed in particolare nel calcolo dei potenziali ritardati e nello studio della propagazione delle onde elettromagnetiche. Tale condizione nella scelta della gauge si estende anche ad altri campi vettoriali, come il campo di Yang-Mills.
Questa scelta di gauge prende il nome dal fisico Ludvig Lorenz, da non confondere con il più noto Hendrik Lorentz.

## Descrizione
La condizione di Lorenz:
{\displaystyle \nabla \cdot {\mathbf {A} }+{\frac {1}{c^{2}}}{\frac {\partial \varphi }{\partial t}}=0}
può essere scritta in notazione tensoriale:
{\displaystyle \partial _{\mu }A^{\mu }\equiv \partial ^{\mu }A_{\mu }=0}
dove {\displaystyle A^{\mu }} è il potenziale elettromagnetico.
Si può dimostrare che nell'ambito di questo gauge le equazioni del potenziale elettromagnetico possono essere espresse in forma simmetrica:
{\displaystyle \Box \mathbf {A} =\left[{\frac {1}{c^{2}}}{\frac {\partial ^{2}}{\partial t^{2}}}-\nabla ^{2}\right]\mathbf {A} =\mu _{0}\mathbf {J} }
{\displaystyle \Box \varphi =\left[{\frac {1}{c^{2}}}{\frac {\partial ^{2}}{\partial t^{2}}}-\nabla ^{2}\right]\varphi ={\frac {1}{\varepsilon _{0}}}\rho }
dove {\displaystyle c={\frac {1}{\sqrt {\varepsilon _{0}\mu _{0}}}}} è la velocità della luce nel vuoto e {\displaystyle \Box } l'operatore d'Alembertiano. Tali relazioni valgono tuttavia anche in mezzi polarizzati se {\displaystyle \rho } e {\displaystyle \mathbf {J} } sono le densità sorgenti dei campi {\displaystyle \mathbf {E} } e {\displaystyle \mathbf {B} } calcolate a partire dai potenziali {\displaystyle \varphi \ } ed {\displaystyle \mathbf {A} } attraverso le definizioni di campo elettrico e campo magnetico a partire dai loro potenziali:
{\displaystyle \mathbf {E} =-\nabla \varphi -{\frac {\partial \mathbf {A} }{\partial t}}\qquad \mathbf {B} =\nabla \times \mathbf {A} }
Le soluzioni esplicite per i potenziali sono uniche se è posto che si annullino all'infinito sufficientemente rapidamente, e sono le equazioni di ritardo:
{\displaystyle {\mathit {\mathrm {\varphi } }}(\mathbf {r} ,{\mathit {t}})={\frac {1}{4\pi \varepsilon _{0}}}\int {\frac {\rho (\mathbf {r} ',{\mathit {t}}_{r})}{|\mathbf {r} -\mathbf {r} '|}}\,d\tau '}
{\displaystyle \mathbf {A} (\mathbf {r} ,{\mathit {t}})={\frac {\mu _{0}}{4\pi }}\int {\frac {\mathbf {J} (\mathbf {r} ',{\mathit {t}}_{r})}{|\mathbf {r} -\mathbf {r} '|}}\,d\tau '}